# Fumay
Fumay är en kommun i departementet Ardennes i regionen Grand Est (tidigare regionen Champagne-Ardenne) i nordöstra Frankrike. Kommunen ligger  i kantonen Fumay som ligger i arrondissementet Charleville-Mézières. År 2022 hade Fumay 3 118 invånare.

## Befolkningsutveckling
Antalet invånare i kommunen Fumay
Referens: INSEE